# 牌孤城遗址
牌孤城遗址，位于山东省日照市五莲县街头镇迟家庄，是中华人民共和国山东省文物保护单位之一。
2006年12月7日，授予山东省文物保护单位，是一座古遗址。